# Ahrntal

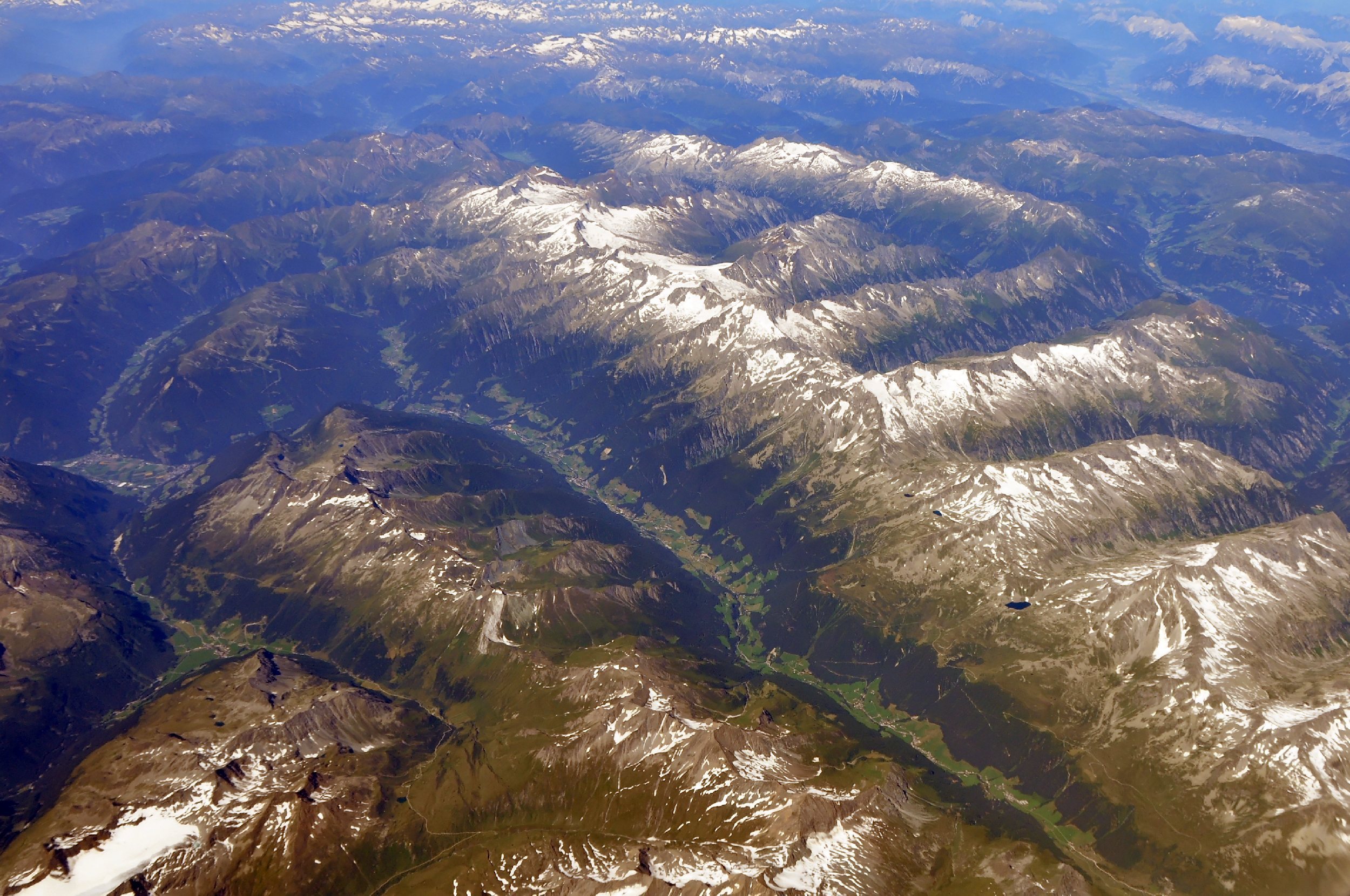
Luftbild des Ahrntals

Das Ahrntal (italienisch Valle Aurina), auch kurz Ahrn genannt, ist das rund 35 Kilometer lange Tal des Oberlaufs der Ahr in Südtirol im äußersten Norden Italiens. 

## Physische Geographie

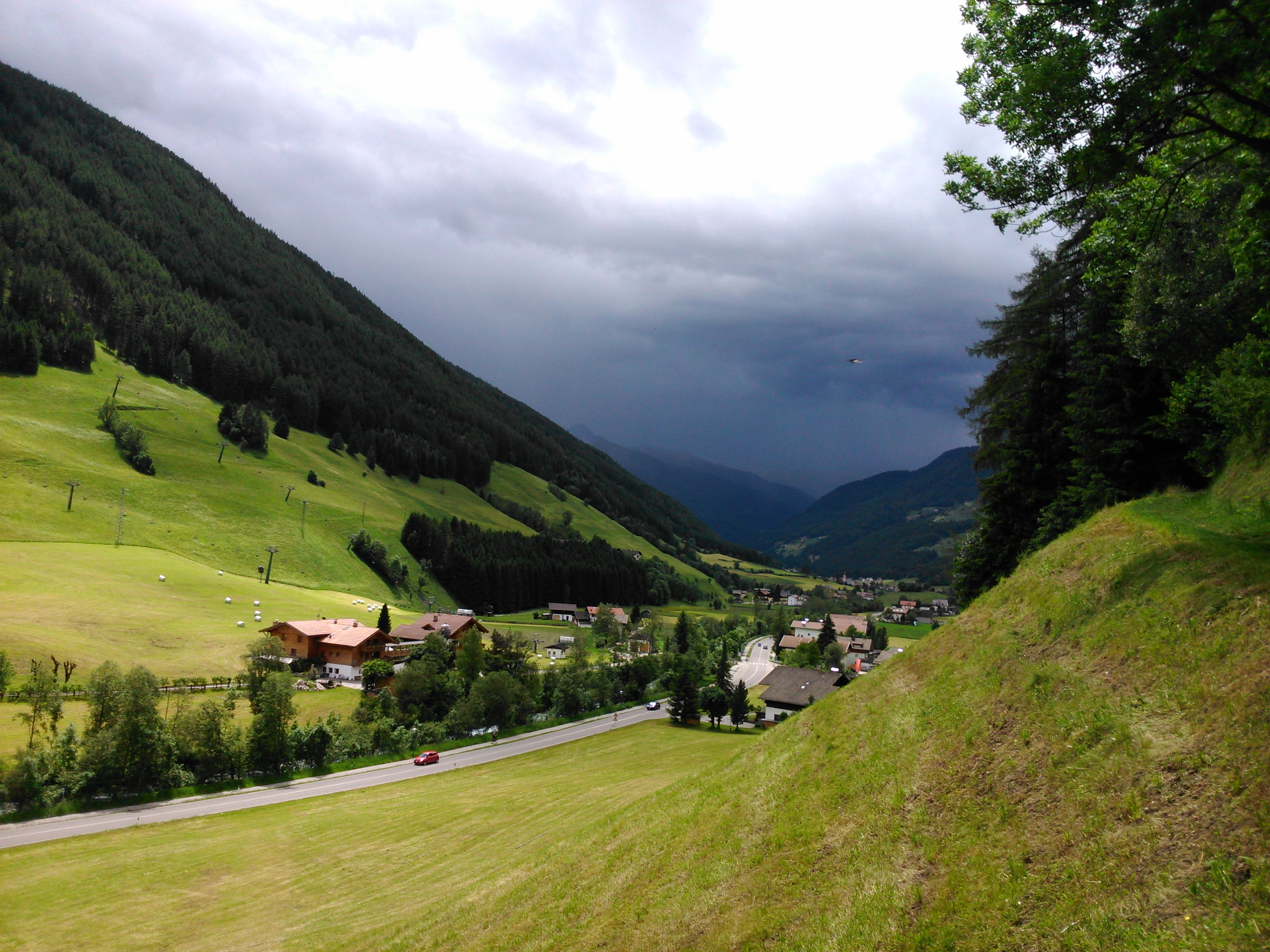
Blick aufs Ahrntal nahe Steinhaus

Das Ahrntal ist die nördliche Fortsetzung des ebenfalls von der Ahr durchflossenen Tauferer Tals. Das Ahrntal und das Tauferer Tal werden deshalb gelegentlich unter dem Begriff Tauferer Ahrntal zusammengefasst, es bestehen jedoch beträchtliche geomorphologische Unterschiede. Das breite, in Nord-Süd-Richtung verlaufende Tauferer Tal mit seinem nahezu ebenen Talboden endet oberhalb von Sand in Taufers an einer schluchtartigen, Klapf genannten Engstelle. Diese Engstelle, ab der der Talverlauf nun wesentlich signifikantere Steigungen aufweist, wird als Beginn des Ahrntals aufgefasst. Das Ahrntal weitet sich bei der ersten Ortschaft Luttach wieder auf und nimmt nun den Charakter eines Längstals mit einem ausgeprägten trogartigen Querprofil an. Der Talverlauf schwenkt nach Luttach in ostnordöstliche Richtung und behält diese bis zur Quelle der Ahr unterhalb der Birnlücke bei. Prettau, der oberste Bereich des Tals nach der Engstelle Klamm(e), wird gelegentlich als eigenständige, vom Ahrntal gesonderte Talung aufgefasst.
Das Ahrntal ist von zahlreichen Bergen mit über 3000 Metern Höhe umgeben, die nordseitig den Alpenhauptkamm bilden. Auf der orographisch rechten Seite ist es von Gipfeln der Zillertaler Alpen, insbesondere des Zillertaler Hauptkamms eingerahmt, die aus Augen- und Flasergneisen der Zentralgneiszone aufgebaut sind. Von hier läuft dem Ahrntal auch das mit Abstand größte Seitental zu, das Weißenbachtal, das wie eine Fortsetzung des Ahrntals nach Westen ausgerichtet ist. Die Berge auf der linken Talseite gehören zur Venedigergruppe, zu der auch die Durreckgruppe gerechnet wird, und sind aus Gesteinen der Schieferhülle und des oberostalpinen Altkristallins gebildet.

## Humangeographie

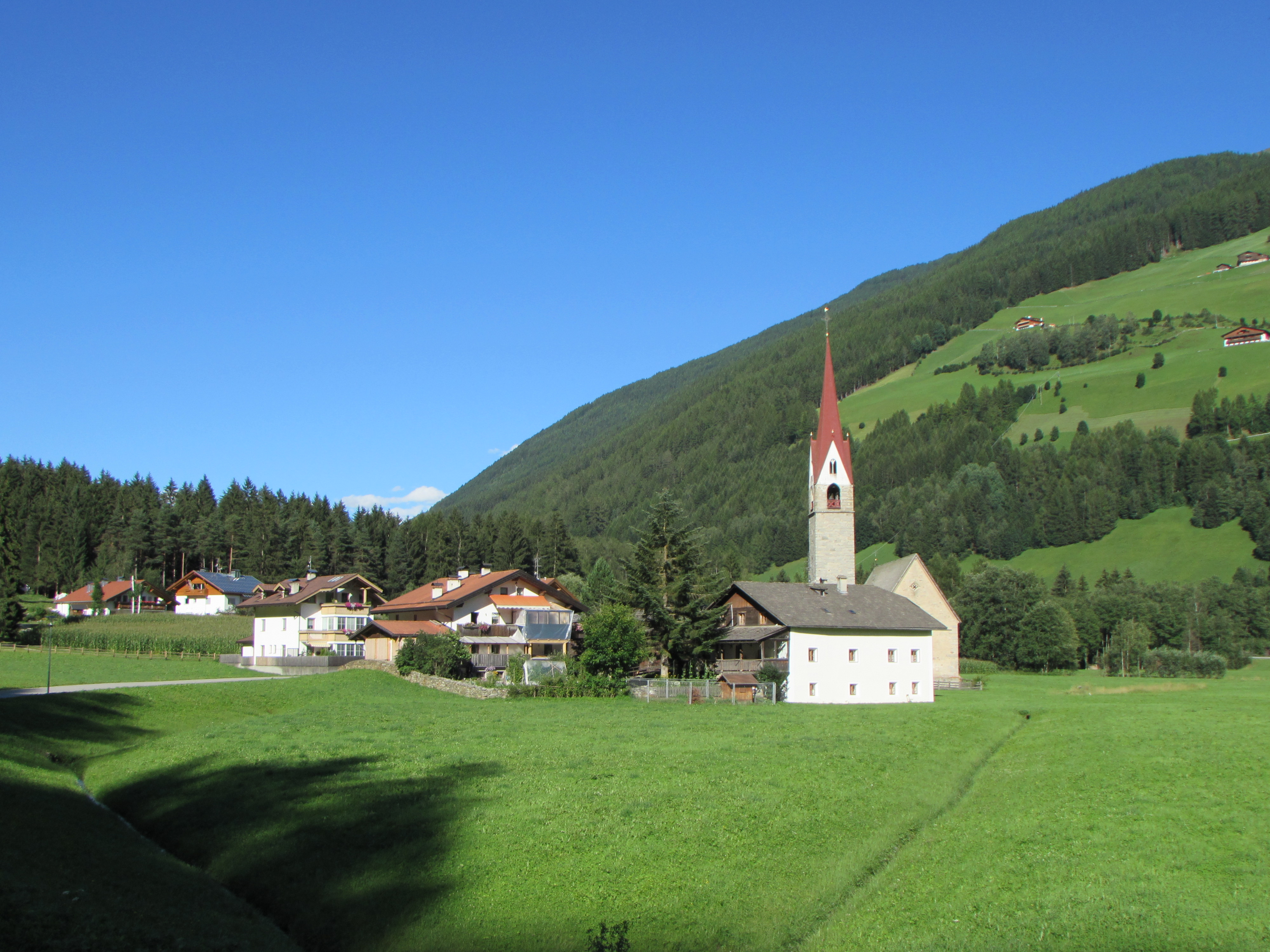
Die St.-Martin-Kirche bei St. Johann

Administrativ ist das Ahrntal auf drei Gemeinden aufgeteilt. Sämtliche Dörfer des Tals gehören zu den Gemeinden Prettau und Ahrntal, kleine Bereiche des Taleingangs zur Gemeinde Sand in Taufers. Die Dörfer des Tals sind von Nord nach Süd Kasern (nördlichste Siedlung Italiens), Prettau, St. Peter, St. Jakob, Steinhaus, St. Johann (die größte Ortschaft im Tal) und Luttach.
Bedeutende Teile der linken Talflanken und der Talschluss sind im Naturpark Rieserferner-Ahrn unter Schutz gestellt.
Ganzjährig für den Kraftverkehr erschlossen ist das Tal von Süden her durch die bei Bruneck beginnende SS 621. Mehrere Gebirgssteige überqueren die Grenze zwischen Italien und Österreich und verbinden das Ahrntal mit Nordtirol, Salzburg und Osttirol. Übergänge verlaufen u. a. über
- das Keilbachjoch (2836 m) in den Stillupgrund,
- das Hörndljoch (2531 m) in den Sundergrund,
- das Hundskehljoch (2561 m) in die Hundskehle,
- das Heilig-Geist-Jöchl (2658 m) in den Zillergrund,
- den Krimmler Tauern (2634 m) ins Windbachtal,
- die Birnlücke (2671 m) ins Achental und das
- Vordere Umbaltörl (2928 m) ins Umbaltal.

Im Ahrntal befinden sich über 50 bewirtschaftete Almen (viele davon auch im Winter). Enge wirtschaftliche Beziehungen bestehen traditionell auch zu den Nachbartälern: So bewirtschaften Ahrntaler Bauern etwa mehrere Almen im Krimmler Achental, die zwischen 1812 und 1873 erworben wurden.

## Namen

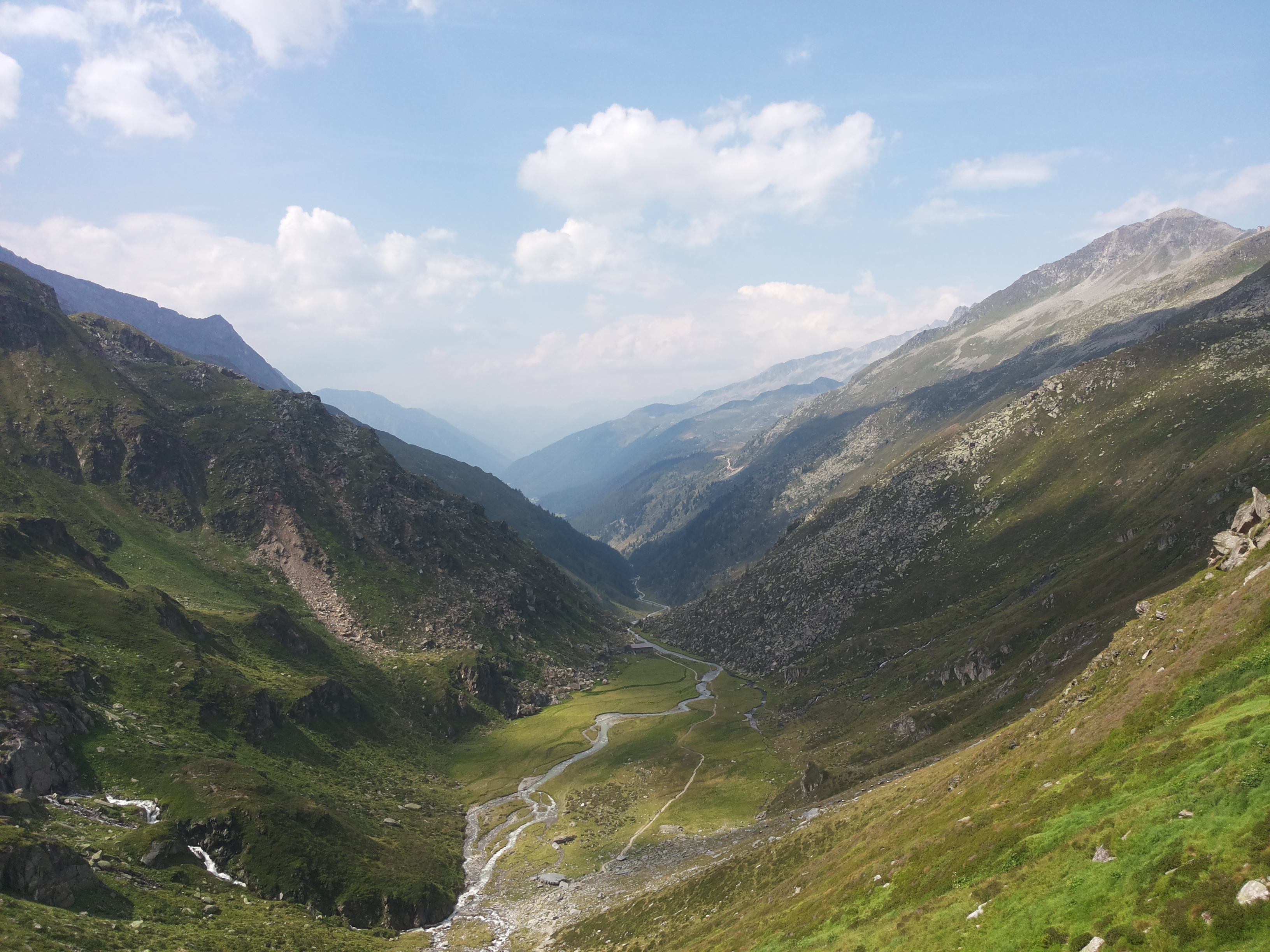
Blick übers Ahrntal nahe der Birnlückenhütte

Ersturkundlich belegt ist der Name des Tals in einem Diplom Kaiser Heinrichs III. aus dem Jahr 1048 in der latinisierten Form vallis quae dicitur Aurina. In den folgenden Jahrhunderten taucht der Name in den Schreibungen Ourin, Ǒweren, Ǒrne, Eurne, Oweren, Eurn, Aeuren und Aüren auf, ehe 1370 die Form Arn erscheint. 
Die Etymologie von Ahrn ist unklar. Peter Anreiter denkt an ein ostalpenindogermanisches Wort für Wasser *aur, das zu *aur-in-a in der Bedeutung „wasserreich“ adjektiviert wurde. Cristian Kollmann hält eine Herkunft aus einer vorrömischen, eventuell rätischen Sprachschicht für wahrscheinlich und deutet den Namen als „Gebiet einer Person namens Auri“. Lois Craffonara setzt hingegen ein alpenromanisches *aurīna (von lateinisch aura mit der Bedeutung „Lufthauch, Luftzug, Lüftchen, Wind“) als Namensursprung an und verweist auf den Umstand, dass mit dem Windtal, einem Seitental bei Prettau, lokal bereits dasselbe Benennungsmotiv vorliegen könnte.
Im näheren geographischen Umfeld wird das Ahrntal im lokalen Dialekt einfach als Toul(e) bezeichnet (wörtlich schlicht „Tal“), seine Bewohner sind dementsprechend als Teldra (etwa „Taler“) bekannt.